# 752 v.Chr.
Het jaar 752 v.Chr. is een jaartal volgens de christelijke jaartelling. 

## Gebeurtenissen

### Griekenland
- De antieke Olympische Spelen worden gehouden na de zevende olympiade.
- De stad Leontini op Sicilië wordt gesticht door bewoners van het eiland Naxos. Archeologen beweren dat de stad werd gesticht in 729 v.Chr.